# Cessna Citation Excel
La Cessna Citation Excel (Modelo 560XL) es un reactor ejecutivo mediano con motores turbofan, construido por la Cessna Aircraft Company en Wichita, Kansas, Estados Unidos. Como miembro de los modelos Citation de reactores ejecutivos, el Excel fue mejorado posteriormente al modelo  Citation XLS y luego al Citation XLS+.

## Diseño y desarrollo

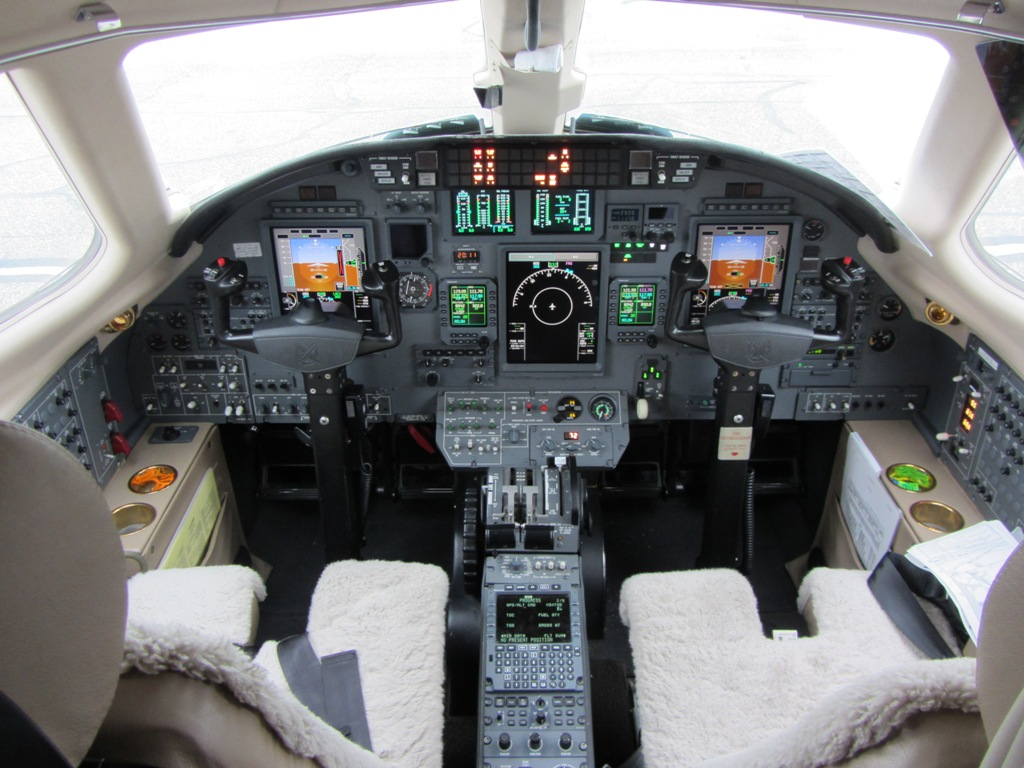
Cabina de Cessna 560XL

Con el éxito del avión de gama alta Cessna Citation VII, el fabricante vio mercado para un avión con las características del Citation X pero mirando a un mercado más tradicional, donde pudiera competir directamente con los aviones bimotor turbohélice. En lugar de ser una variante directa del modelo Citation, el Excel fue una combinación de tecnologías y diseños. Para producir el Excel, Cessna tomó la amplia cabina de la Citation X, recortándola en unos 21 pies (6,4 m) y la acompañó de un ala plana utilizando un perfil alar supercrítico (basado en el ala de la Citation V Ultra) y la cola de la Citation V.
Para motorizar el avión, la empresa Cessna eligió el motor turbofan Pratt & Whitney Canada PW500. El Excel tiene la cabina más amplia en su clase de reactores ejecutivos ligeros y puede dar cabida hasta a 10 pasajeros (en configuración de alta densidad; normalmente la configuración ejecutiva es de seis a ocho asientos), mientras puede ser pilotado por dos pilotos.
El proyecto fue anunciado en la convención anual de la NBAA en octubre de 1994, y el prototipo despegó para efectuar su primer vuelo el 29 de febrero de 1996. En el momento en que la certificación de la FAA fue concedida, en abril de 1998, Cessna tenía en cartera más de doscientos pedidos en firme por el avión. Cuando se produjo la entrega del Excel número 100, en agosto de 2000, la línea de producción de Wichita estaba produciendo una vión cada tres días. En el momento que el avión fue sustituido por la Citation XLS, se habían construido un total de 308 aparatos. La Excel ha tenido una impecable historia aeronáutica, con solo seis accidentes registrados hasta la fecha.

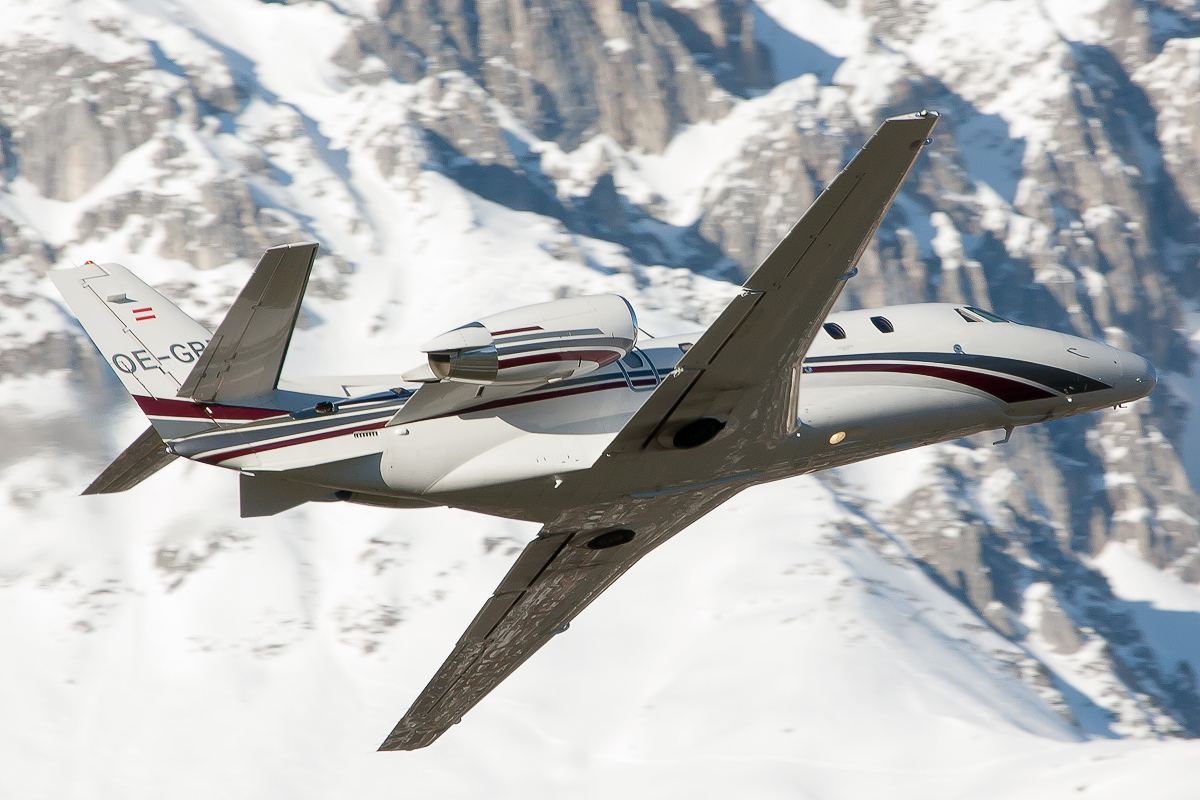
Cessna Modelo 560XL Citation XLS despegando del aeropuerto de Innsbruck (febrero de 2014)

La Citation Excel fue la serie original de la serie de aviones Citation Excel. Había dos modelos de cabina en el avión original en las que el tren de aterrizaje estaba internado en el panel. Con el tren de aterrizaje en el lado derecho, el MFD era movido ligeramente a la derecha y ambas radios eran movidas a la derecha del MFD una al lado de la otra. Con la palanca del tren en el lado derecho, el MFD permanecía centrado con una radio a cada lado. La Excel utiliza aviónica Honeywell y una unidad auxiliar de potencia opcional también proporcionada por Honeywell.
La Citation XLS fue la primera “remodelación” que la Excel recibió. Junto con una cabina de cristal basada en el modelo de aviónica EFIS Honeywell Primus 1000, la XLS presenta los motores mejorados PW545B con una respuesta aumentada.
La Citation XLS+, o simplemente configuración "Plus" fue una versión mejorada del avión anterior, con la inclusión de controles de motor FADEC, mejorada con motores PW545C, y un diseño de morro completamente revisado similar al que se puede encontrar en la Citation Sovereign y la Citation X. La Citation XLS+  presenta aviónica Collins Pro Line 21 y cuatro pantallas LCD EFIS en lugar de las tres pantallas catódicas (CRT) Honeywell que presentaba la XL y las tres pantallas LCD Primus 1000 del XLS.

## Operadores
El avión ha sido comprado por usuarios individuales, compañías, franquicias, operadores chárter y compañías de gestión de aeronaves. La Fuerza Aérea de Suiza y el Ejército del Perú son operadores militares de esta aeronave.
NetJets es el mayor operador del modelo en los Estados Unidos ofreciendo propiedades divididas y vuelos chárter.

## Accidentes e incidentes
- El 13 de agosto de 2014, una Citation 560XLS+ que transportaba al candidato a la presidencia brasileña Eduardo Campos y sus asesores en su precampaña para las elecciones de octubre se estrelló en la ciudad de Santos, matando a las siete personas que viajaban a bordo.[6] Este fue el primer accidente mortal de una Citation Excel desde su entrada en servicio en 1996.[7]
- El 1 de junio de 2015, una Citation 560XLS que transportaba a dos pilotos y un mecánico, en vuelo de Manaos a Orlando, a nivel de vuelo 410, experimentó una actitud no deseada de morro arriba seguido de un movimiento no controlado del estabilizador horizontal debido a un aflojamiento del anclaje de flap. El avión entró en pérdida, pero la tripulación fue capaz de recuperar el control tras modificar la configuración de morro. Aterrizaron en Aguadilla, Puerto Rico y comprobaron que el estabilizador horizontal estaba en la posición +1, incluso con los flaps retraídos.[cita requerida]
- El 28 de diciembre de 2019, una Citation 560XLS matrícula LV-FQD logró aterrizar en un campo de maíz cerca del aeropuerto de Mar del Plata, Buenos Aires. Por suerte ningún ocupante resultó herido.[8]
- El 7 de agosto de 2025 un Citation XLS utilizado como ambulancia aérea por la ONG Amref Health Africa se estrelló contra un domicilio en el Condado de Kiambu, en Kenia, falleciendo las cuatro personas a bordo de la aeronave y dos personas más que se encontraban adentro de la casa.[9]

## Especificaciones técnicas (Citation XLS+)
- Tripulación: 2
- Capacidad de pasajeros: 9
- Longitud: 16 metros (52,49 pies)
- Envergadura: 17,17 metros (56,33 pies)
- Altura: 5,23 metros (17,16 pies)
- Peso en vacío: 5086 kilogramos (11 213 lb)
- Carga útil: 4077 kilogramos (8988 lb)
- Peso máximo al despegue: 9163 kilogramos (20 201 lb)
- Motor: Pratt & Whitney Canada PW545C turbofan
- Número de motores: 2
- Empuje: 18,32kN (4.119 lb)
- Velocidad de crucero: 441 441 nudos (817 km/h), 507 mph
- Alcance: 3441 km (2138,1 mi)
- Techo de vuelo: 45 000 pies (13 716 m)
- Régimen de ascenso: 3.500 pies/min (17,78 m/s)